# Vicky Losada
María Victoria Losada Gómez (Tarrasa, 5 de marzo de 1991), más conocida como Vicky Losada, es una futbolista española. Juega como centrocampista en el Brighton & Hove Albion de la Women's Super League de Inglaterra. En 2014 fue la cuarta española en jugar en la liga profesional de Estados Unidos. En 2015 se convirtió en la primera futbolista española en marcar un gol en un Mundial.

## Biografía
Desde pequeña quería dedicarse al fútbol y explica cómo siempre iba con un balón en los pies. Su primer equipo fue el de Can Parellada al que su madre le apuntó. Después pasó por el Sabadell.

### Carrera profesional
Inició su carrera profesional en el F. C. Barcelona bajo el mando de Xavi Llorens teniendo buenas apariciones. Con el pasar del tiempo comienza a jugar habitualmente como titular, hasta finalmente consolidarse en el grupo. Ya en su segunda temporada, tras vencer al R. C. D. Español gana la Copa Cataluña de 2009, el cual sería su primer campeonato. Después de 2012, tras haber ganado La Liga el año anterior, el equipo comienza su mejor temporada ganando la Copa Cataluña por cuarto año consecutivo ante el R. C. D. Español, luego se consagrarían campeonas de Liga a tan solo 2 puntos del segundo el Athletic Club, para finalmente en mayo obtener la Copa de la Reina frente al C. D. Transportes Alcaine, logrando así el Triplete nacional.
En febrero de 2014, el club hace oficial su fichaje por el Western New York Flash estadounidense, convirtiéndose de esta manera en la cuarta española en jugar en la Liga Profesional de Estados Unidos. Su último partido como azulgrana fue el 15 de marzo en el empate 1-1 con el Levante U. D.
El 9 de junio de 2015 se convirtió en la primera jugadora de fútbol femenino en marcar un gol con la selección española en un Mundial, el de Canadá, de esa misma categoría deportiva. Fue en un partido ante Costa Rica.

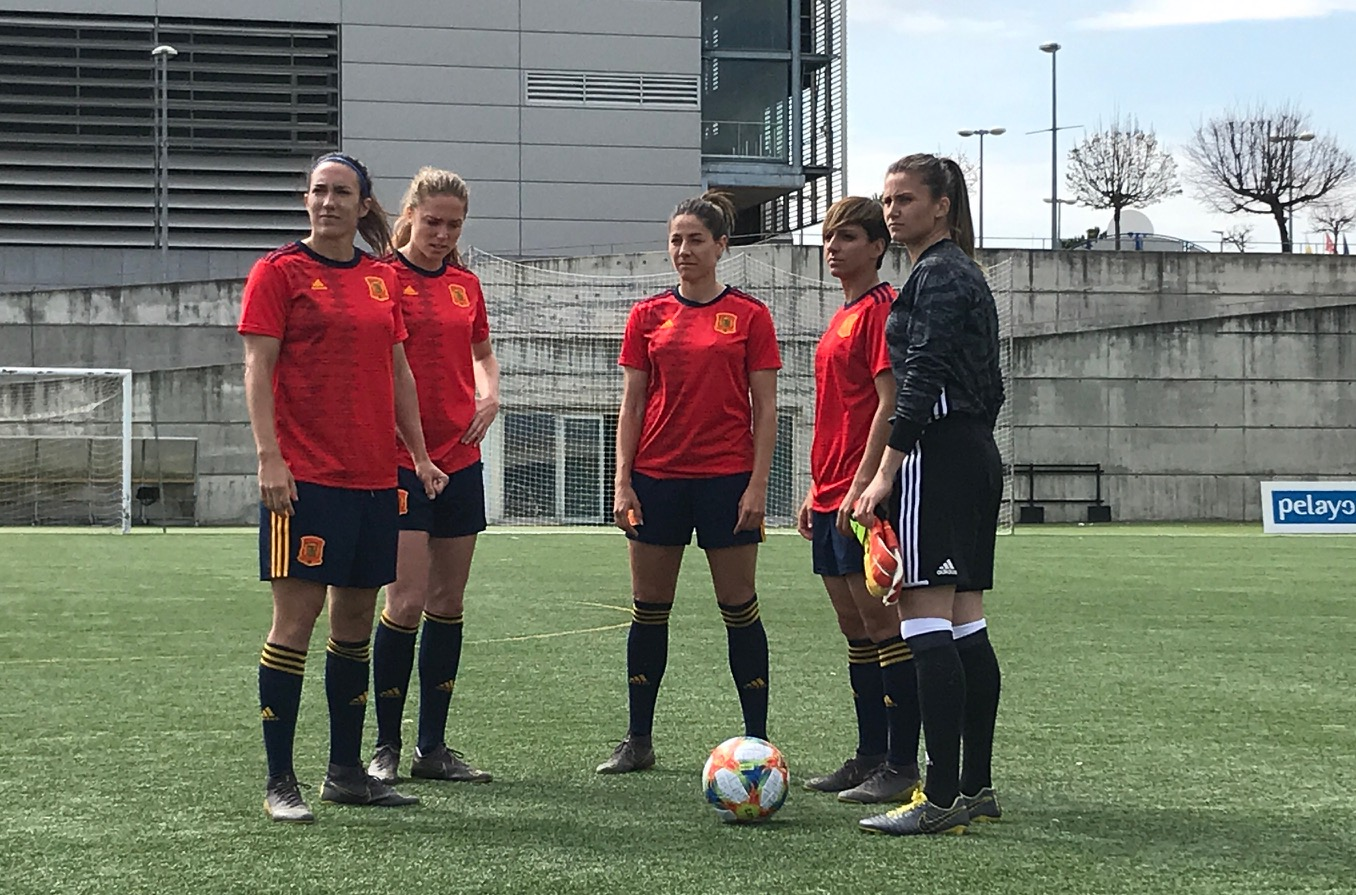
Vicky con la selección española

En 2019 Losada afronta en Francia en la Copa Mundial Femenina de Fútbol su cuarto campeonato con la selección.

### Goles como internacional
| # | Fecha                 | Lugar                                | Rival               | Gol | Resultado | Competición                |
| - | --------------------- | ------------------------------------ | ------------------- | --- | --------- | -------------------------- |
| 1 | 13 de febrero de 2014 | Estadio Las Gaunas, España           | Macedonia del Norte | 4-0 | 12-0      | Clasificación Mundial 2015 |
| 2 | 8 de mayo de 2014     | A. Le Coq Arena, Estonia             | Estonia             | 0-1 | 0-5       | Clasificación Mundial 2015 |
| 3 | 8 de mayo de 2014     | A. Le Coq Arena, Estonia             | Estonia             | 0-4 | 0-5       | Clasificación Mundial 2015 |
| 4 | 9 de junio de 2015    | Estadio Olímpico de Montreal, Canadá | Costa Rica          | 1-0 | 1-1       | Mundial 2015               |

## Vida personal
Losada es activista por los derechos de las personas LGBT.

## Clubes
| Club                                   | País           | Años            |
| -------------------------------------- | -------------- | --------------- |
| F. C. Barcelona                        | España         | 2006 - 2007     |
| R.C.D. Español                         | España         | 2007 - 2008     |
| F. C. Barcelona                        | España         | 2008 - 2015     |
| Western New York Flash (cedida)        | Estados Unidos | 2014            |
| Arsenal Ladies                         | Inglaterra     | 2015 - 2016     |
| F. C. Barcelona                        | España         | 2016 - 2021     |
| Manchester City                        | Inglaterra     | 2021 - 2023     |
| Roma                                   | Italia         | 2023            |
| Brighton & Hove Albion y ahora Bristol | Inglaterra     | 2023 - presente |

## Palmarés

### Títulos nacionales
| Título             | Club                  | País       | Año  |
| ------------------ | --------------------- | ---------- | ---- |
| Copa               | F. C. Barcelona       | España     | 2011 |
| Campeonato de Liga | F. C. Barcelona       | España     | 2012 |
| Campeonato de Liga | F. C. Barcelona       | España     | 2013 |
| Copa               | F. C. Barcelona       | España     | 2013 |
| Campeonato de Liga | F. C. Barcelona       | España     | 2014 |
| Copa               | F. C. Barcelona       | España     | 2014 |
| Campeonato de Liga | F. C. Barcelona       | España     | 2015 |
| Copa de la Liga    | Arsenal Ladies        | Inglaterra | 2015 |
| Copa               | Arsenal Ladies        | Inglaterra | 2016 |
| Copa               | F. C. Barcelona       | España     | 2017 |
| Copa               | F. C. Barcelona       | España     | 2018 |
| Supercopa          | F. C. Barcelona       | España     | 2020 |
| Campeonato de Liga | F. C. Barcelona       | España     | 2020 |
| Copa               | F. C. Barcelona       | España     | 2020 |
| Campeonato de Liga | F. C. Barcelona       | España     | 2021 |
| Copa               | F. C. Barcelona       | España     | 2021 |
| Copa de la Liga    | Manchester City F. C. | Inglaterra | 2022 |

### Títulos internacionales
| Título            | Club            | Sede       | Año  |
| ----------------- | --------------- | ---------- | ---- |
| Liga de Campeones | F. C. Barcelona | Gotenburgo | 2021 |